# Martim Leitão
Martim Leitão foi um ouvidor-geral da capitania da Bahia e o responsável pela conquista Capitania da Paraíba em 1585.

## Conquista da Paraíba
Leitão chegou à Capitania de Pernambuco em 28 de março de 1584 sob a incumbência da conquista da capitania da Paraíba. Lá, formou tropas com brancos, índios, escravos e religiosos, que ao chegarem encontraram índios indefesos logo aprisionados. Contudo, ao saber que eram tabajaras, libertou-os e os convenceu que sua luta era contra os potiguaras, tradicionais rivais dos tabajaras.
Leitão tentou se unir a eles, mas estes, com medo de mais uma traição, rejeitaram. Após batalhas e negociações, os portugueses se unem aos tabajaras, expulsando os potiguares para a região mais ao norte do Rio Paraíba, permitindo assim que em agosto de 1585 se desse finalmente a conquista da Paraíba, com a união de um português e um chefe indígena chamado Pirajibe.
Após a conquista, Martim Leitão começa um processo de edificação na cidade de Nossa Senhora das Neves (atual João Pessoa) e viaja para Baía da Traição para expulsar o restante dos franceses, aliados dos potiguaras, e que ali tinham uma feitoria para explorar o pau-brasil.
A Paraíba foi a terceira cidade fundada no Brasil e a última do século XVI.